# Минине воде
Минине воде су извор, по веровању, лековите и свете воде, који се налази на источној страни Пожаревачког брда, на половини пута између Пожаревца и Трњана. Највероватније да је име извора из раних времена хришћанства и да га је добио по Светом Мини.
Извор се налази у удубљењу направљеном људском руком и окружен је брестовима велике старости, који се сматра светим и нико га не сече. Извор је познат као лековит још из предхришћанских времена, а касније за време хришћанства је посвећен Светој Петки и верује се да његова лековитост помаже и лечи болести вида и женских проблема. 
Археолози кажу да има трагова живота на том месту још од пре 7000 година, тако да је могуће да и сам извор постоји толико дуго, а народ и данас верује и долази да запали свеће и да потражи излечење светом и лековитом водом и у знак захвалности оставља ситан новац и цвеће на извору.
Постоје многи трагови да је извор постојао и да је поштован вековима уназад као што је камен у коме је уклесан канал којим вода отиче, па поломљени комади клесаних плоча са натписима и именима људи који су временом обнављали и уређивали овај извор. Један од њих је и камени запис који сведоци о томе да је извор у 19. веку обновио и уредио неки Миладиновиц из Братинца.